# Fackelmänner-Befehl
Der als „Fackelmänner-Befehl“ bekannt gewordene sowjetische Stawka-Befehl Nr. 0428, der am 17. November 1941 erlassen wurde, forderte auf dem Höhepunkt des Vorstoßes der Wehrmacht im Deutsch-Sowjetischen Krieg, „die deutsche Armee der Möglichkeit zu berauben, sich in Dörfern und Städten niederzulassen“.
Zu diesem Zweck seien, so der Befehl:
„1. Alle Siedlungspunkte im Hinterland der deutschen Truppen in einer Tiefe von 40 bis 60 Kilometern ab der Hauptkampflinie und 20 bis 30 Kilometer links und rechts der Straßen vollständig zu zerstören und niederzubrennen. Zur Zerstörung der Siedlungspunkte im angegebenen Radius unverzüglich die Luftwaffe heranzuziehen, in großem Maßstab die Artillerie und Granatwerfer zu nutzen, ferner Aufklärungskommandos, ferner Skiläufereinheiten und Diversionsgruppen der Partisanen, die mit Flaschen mit Brennstoffen, Granaten und Sprengstoffen ausgerüstet sind. 2. In jedem Regiment Jägerkommandos von je 20 bis 30 Mann zur Sprengung und Inbrandsetzung der Siedlungspunkte zu bilden, in denen sich die Truppen des Gegners niederlassen.“
Der russische Historiker Dimitri Wolkogonow betont, dass Josef Stalin für diesen Befehl die Verantwortung trug. Wolkogonow führt aus, wie diesem Befehl zahlreiche sowjetische Dörfer zum Opfer fielen und weitere Dörfer von den Deutschen in Brand gesetzt wurden, um tatsächliche oder vermeintliche Partisanenaktionen zu bestrafen. Christian Hartmann und Jürgen Zarusky, beide Historiker am Münchner Institut für Zeitgeschichte, beschreiben den Befehl und seine Ausführungspraxis als einen „‚Verbrannte-Erde-Befehl‘, welcher der bedrängten Situation der Sowjetunion angesichts des deutschen Vorstoßes auf Moskau entsprang“ und Stalins Haltung entsprach, dass Menschenleben bei scheinbaren militärischen Notwendigkeiten nichts zählten.
Hartmann und Zarusky zeigen in ihrer Spezialuntersuchung zum Stawka-Befehl Nr. 0428, dass auf verschiedenen Internetseiten, aber auch in den Büchern Fritz Beckers Stalins Blutspur durch Europa und Franz W. Seidlers Verbrechen an der Wehrmacht eine gefälschte Version des Befehls aufgenommen worden ist, bei der eine Passage dazu erfunden wurde, nach der sowjetische Jagdkommandos durch deutsche Uniformen zu tarnen seien, um damit „den Haß auf die faschistischen Besatzer“ zu verstärken und „die Anwerbung von Partisanen im Hinterland der Faschisten“ zu erleichtern. Die von Becker angegebene Quelle Wolkogonow enthalte keinerlei derartige Angaben zur angeblichen Tarnung durch deutsche Uniformen und Seidler wiederum verweise als Beleg auf Becker. Ebenso haltlos als Quelle sei die vielfältig im Internet kursierende Angabe „Archiv-Serie 429, Rolle 461“ aus dem Aktenbestand der Abteilung Fremde Heere Ost. Hartmann und Zarusky zufolge handelte es sich bei den kolportierten Fälschungen „eindeutig um ein Manöver, NS- und Kriegsverbrechen in der besetzten Sowjetunion zu vertuschen“.